# Michael Sommer (Leichtathlet)

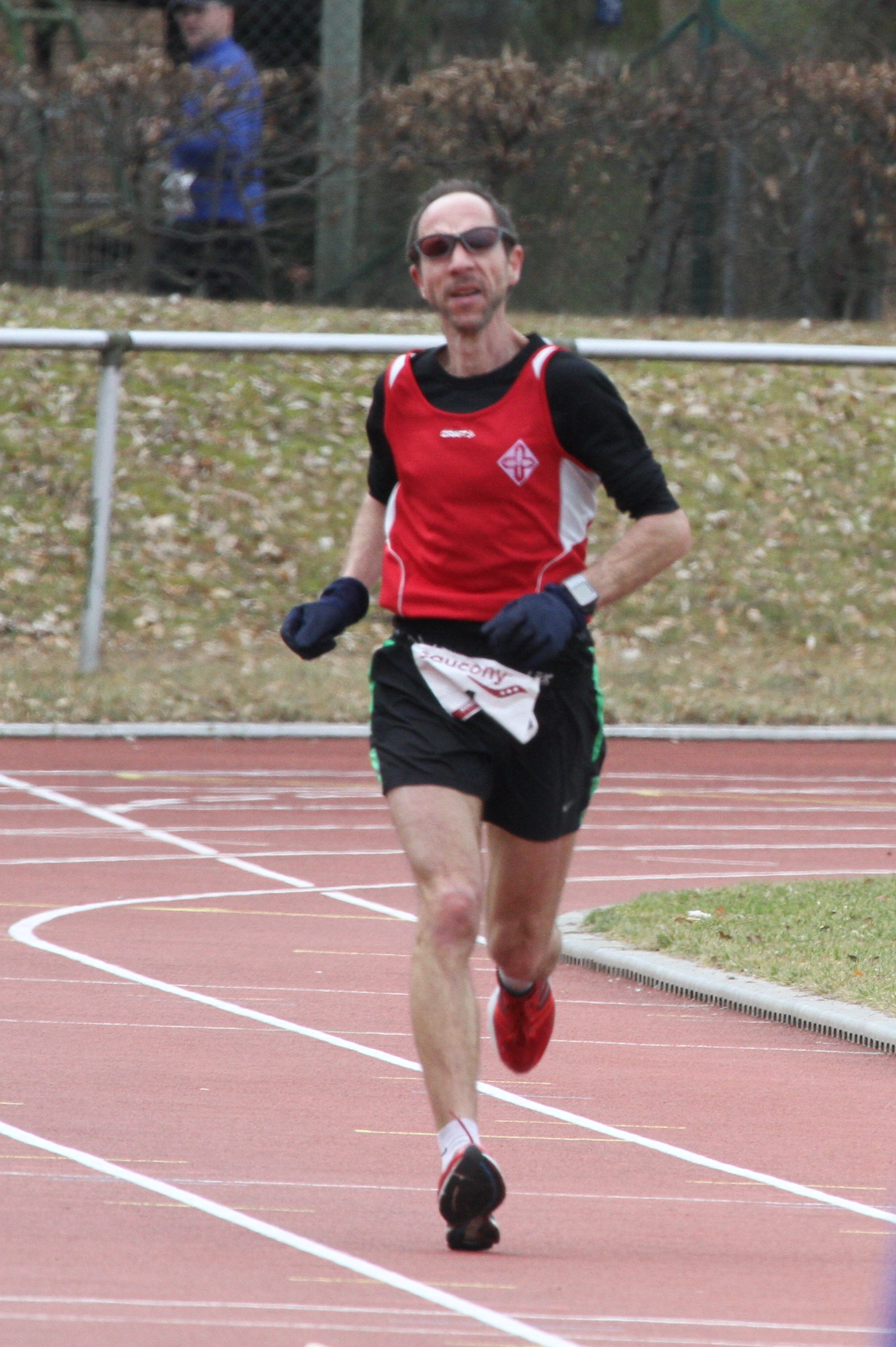
Michael Sommer (2012)

Michael Sommer (* 2. März 1964 in Stuttgart-Bad Cannstatt) ist ein deutscher Ultramarathonläufer.

## Leben
Einen seiner größten internationalen Erfolge feierte er 1994 beim 100-km-Weltcup der International Association of Ultrarunners (Internationaler Ultraläuferverband – IAU), der im Rahmen des Saroma-See-100-km-Ultramarathons in Kitami stattfand. Gemeinsam mit Kazimierz Bak und Lutz Aderhold wurde er Mannschaftsweltmeister.
1995 lief er bei den internationalen Deutschen Meisterschaften der DUV als Zweiter beim 50-Kilometer-Lauf von Rodenbach hinter dem Briten Shane Downes über die Ziellinie. Mit seiner Zeit von 2:58:34 h stellte er den damaligen deutschen Rekord über diese Distanz auf und blieb als zweiter deutscher Läufer nach Kazimierz Bąk unter der 3-Stunden-Marke. 1997 siegte er beim Bienwald-Marathon in einer Zeit von 2:27:53 h. Bei den Bieler Lauftagen belegte Michael Sommer nach seinem Sieg 1994 mit 6:56:26 h in den Jahren 2000 und 2008 über 100 km jeweils den vierten Platz. 2003 wurde er Dritter bei den 100-km-Straßenlauf-Weltmeisterschaften. 2004 wurde er Dritter beim Swiss Alpine Marathon und gewann in Karlsruhe den Fidelitas Nachtlauf über 80 Kilometer.
Außerdem wurde Sommer insgesamt neunmal Deutscher Meister im 100-km-Lauf. Seinen ersten Titel gewann er 1995, von 2003 bis 2008 siegte er sechsmal in Folge und im Jahr 2011 konnte er erneut den Titel erringen. Bei über zwanzig Teilnahmen an internationalen Meisterschaften über diese Distanz belegte er etliche Male Podestplätze in der Mannschaftswertung. Sein bestes Einzelresultat erzielte er 2003 als Dritter bei der World Challenge in Taiwan. Im 50-Kilometer-Lauf wurde Sommer zweimal Deutscher Meister (1995, 2005).
Michael Sommer ist 1,76 m groß und wiegt 58 kg. Er startet für den EK Schwaikheim, ist verheiratet und Vater von drei Kindern.